# Mark Scheifele
Mark Scheifele (Kitchener, Ontario, 15 de marzo de 1993), apodado Scheif, Bambi, FeFe o Bright Eyes, es un jugador profesional canadiense de hockey sobre hielo que se desempeña en la posición de centro en Winnipeg Jets, equipo de la National Hockey League (NHL).

## Carrera
Fue seleccionado en la primera ronda en la NHL Entry Draft de 2011. Hizo su debut profesional con el equipo Winnipeg Jets, donde lleva jugando trece temporadas.